# Дипа Айдит
Дипа Нузантара Айдит (на английски: Dipa Nusantara Aidit) (30 юли 1923 – 22 ноември 1965) е деец на работническото движение в Индонезия.

## Биография
Айдит е роден Ахмад Айдит в Танджунг Пандан, Белитунг, на 30 юли 1923 г. Той е първият син на четири деца. Родителите му са Абдула Айдит и Майлан. Ахмад и неговите братя и сестри учат в Нидерландска Индия. 
Член на Индонезийската комунистическа партия от 1943 г. Член на ЦК от 1947 г., а от 1948 г. – на Политбюро на ЦК на Индонезийската комунистическа партия. Главен секретар от 1951 до 1959 г. и председател на ЦК на Индонезийската комунистическа партия от 1959 до 1965 г.
От 1961 г. е член на Висшия съвет и заместник-председател на Индонезийския национален фронт.
Айдит се жени за Соетанти в началото на 1948 г. Вторият син на Айдит, Илхам, е роден на 18 май 1959 г. в Москва.
Убит е по време на репресии срещу Индонезийската комунистическа партия на политическата реакция.